# Alan Bonansea
Alan Leonel Bonansea (Villa Gobernador Gálvez, 6 maggio 1996) è un calciatore argentino, attaccante del Patronato.

## Carriera
Il 30 marzo 2021 viene acquistato a titolo definitivo dalla squadra croata della Lokomotiva Zagabria.

## Statistiche

### Presenze e reti nei club
Statistiche aggiornate al 31 marzo 2021.
| Stagione        | Squadra          | Campionato      | Campionato | Campionato | Coppe nazionali | Coppe nazionali | Coppe nazionali | Coppe continentali | Coppe continentali | Coppe continentali | Altre coppe | Altre coppe | Altre coppe | Totale | Totale |
| Stagione        | Squadra          | Comp            | Pres       | Reti       | Comp            | Pres            | Reti            | Comp               | Pres               | Reti               | Comp        | Pres        | Reti        | Pres   | Reti   |
| --------------- | ---------------- | --------------- | ---------- | ---------- | --------------- | --------------- | --------------- | ------------------ | ------------------ | ------------------ | ----------- | ----------- | ----------- | ------ | ------ |
| 2017-2018       | Almagro          | PBN             | 23         | 7          | -               | -               | -               | -                  | -                  | -                  | -           | -           | -           | 23     | 7      |
| 2018-2019       | Mitre (SdE)      | PBN             | 17         | 5          | -               | -               | -               | -                  | -                  | -                  | -           | -           | -           | 17     | 5      |
| 2019-2020       | Atlético Rafaela | PBN             | 20         | 4          | -               | -               | -               | -                  | -                  | -                  | -           | -           | -           | 20     | 4      |
| 2020-mar. 2021  | Rosario Central  |                 | -          | -          | CdL             | 3               | 0               | -                  | -                  | -                  | -           | -           | -           | 3      | 0      |
| Totale carriera | Totale carriera  | Totale carriera | 60         | 16         |                 | 3               | 0               |                    | -                  | -                  |             | -           | -           | 63     | 16     |